# Chamssi Deen Chaona
Chamssi Deen Chaona est un footballeur béninois né le 24 octobre 1996 à Porto-Novo. Il évolue au poste de défenseur à Loto-Popo FC.

## Biographie

### En club
Lors de la saison 2017-2018, il joue deux matchs avec l'Espérance sportive de Tunis qui termine champion de Tunisie. Lors de la saison 2018-2019, il est prêté en premier lieu au Stade gabésien, puis en janvier 2019, il est prêté au club libanais du Nejmeh SC. Avec le Stade gabésien, il inscrit un but en championnat dès son premier match, sur la pelouse de la Jeunesse sportive kairouanaise.

### En sélection
Le 9 septembre 2018, il joue sa première rencontre internationale avec le Bénin, lors d'un match de qualification pour la CAN 2019, contre le Togo à Lomé, (score : 0-0).

## Palmarès
- Champion de Tunisie en 2018 avec l'Espérance sportive de Tunis